# Comunidad campesina de Fuerabamba
Fuerabamba es una comunidad campesina ubicada entre las comunidades de Chila y Choaquere, en el distrito de Challhuahuacho de la provincia de Cotabambas en la región Apurímac en Perú.
Entre el 2012 y 2014, Fuerabamba fue trasladada a la Nueva Fuerabamba, a sólo 2 kilómetros del asentamiento minero. Tras meses de charlas y capacitaciones, los mismos comuneros de Fuerabamba aceptaron la reubicación y un pago de cerca de un millón de soles por familia por sus tierras.

## Reconocimiento
Esta reconocida como una comunidad campesina según la siguiente información:
| Datos de Reconocimiento | Datos de Reconocimiento | Datos de Reconocimiento | Datos de Reconocimiento | Datos de Titulación | Datos de Titulación  |
| Comunidad               | Resolución              | Fecha                   | Partida Electrónica     | Extensión Titulada  | Fecha de Inscripción |
| ----------------------- | ----------------------- | ----------------------- | ----------------------- | ------------------- | -------------------- |
| Fuerabamba              | R.D. 244-86-DR-XIX-A    | 16/12/1986              | 11001240                | 4 774,04            | 18/01/1988           |

## Ubicación
La Nueva Fuerabamba es una nueva urbanización construida por las Bambas, se ubica entre las comunidades de Chila y Choaquere dentro del distrito de Challhuahuacho en la provincia de Cotabambas, en el departamento de Apurímac.
La Nueva Fuerabamba fue reubicada entre el 2012 y 2014, cuenta con 441 viviendas para igual número de familias, dotados con áreas de servicios básicos (agua potable, alcantarillado, luz eléctrica, conectividad), (2 iglesias, mercado, 2 escuelas, comisaría, centro de salud) y tiene un asilo para ancianos, un centro artesanal, centro de beneficio de animales (camal), estadio y un local de capacitación para talleres o charlas.

## Fuerabamba: delsigloXIXalXXI
Los requisitos de reasentamiento son determinados principalmente por la ubicación de los yacimientos de mineral. El yacimiento Ferrobamba se encontraba en un predio de propiedad de la comunidad campesina de Fuerabamba.
El Plan de Reasentamiento de la Comunidad de Fuerabamba fue diseñado y ejecutado en desde el año 2012 al 2014 :